# Charles McCarry
Albert Charles McCarry Jr., né le 14 juin 1930 à Pittsfield dans le Massachusetts aux États-Unis et mort le 26 février 2019 à Fairfax en Virginie, est un écrivain américain, auteur de roman d'espionnage.

## Biographie
Tout d’abord journaliste, Charles McCarry écrit au cours des années 1950 certains discours de Dwight David Eisenhower. En 1957, il quitte Washington et publie quelques nouvelles. Puis pendant une décennie, il est agent de la CIA effectuant plusieurs missions en Afrique et en Asie.
En 1973, il publie son premier roman Opération Golgotha (The Miernik Dossier (en)) que Eric Ambler juge comme « l’œuvre la plus intelligente et la plus captivante que j'ai lue depuis longtemps ». Ce roman est le premier d’une série mettant en scène Paul Christopher, espion, intellectuel et poète américain. En 1979, il publie Au nom du président (The Better Angels) adapté en 1982 avec le titre Meurtres en direct (Wrong Is Right) et réalisé par Richard Brooks avec Sean Connery.
Il est également l’auteur d'une biographie de Ralph Nader parue en 1972, Ralph Nader portrait d’un incorruptible (Citizen Nader).

## Œuvre

### Romans

#### Série Paul Christopher
- The Miernik Dossier (en), 1973 
  - Opération Golgotha, Super noire no 9, 1975
- The Tears of Autumn (en), 1974 
  - Les Larmes de l’automne, Éditions Gallimard, 1976, réédition Le Livre de poche policier no 35044, 2007
- The Secret Lovers (en), 1977
- The Better Angels, 1979
  - Au nom du président, collection Toucan noir, Éditions du Toucan, 2009
- The Last Supper (en), 1983
  - Le Convive du dernier soir, Éditions Robert Laffont, 1984, réédition Le Livre de poche no 31197, 2008
- The Bride of the Wilderness, 1988
- Second Sight, 1991
- Shelley's Heart, 1995
- Old Boys, 2004
  - Old Boys, Éditions Grasset, 2005, réédition Le Livre de poche no 31196, 2008
- Christopher's Ghosts, 2007.

#### Autres romans
- Lucky Bastard, 1999
- Ark, 2011
- The Shanghai Factor, 2013.

### Ouvrages non fictionnels
- Citizen Nader, 1972
  - Ralph Nader portrait d’un incorruptible, Éditions du Seuil, 1973
- Double Eagle: Ben Abruzzo, Maxie Anderson (en), Larry Newman (en), 1979
- The Great Southwest, 1980
- Isles of the Caribbean, 1980 (National Geographic Society, coauteur)
- For the Record: From Wall Street to Washington, 1988 (avec Donald Regan)
- Paths of Resistance: The Art and Craft of the Political Novel, 1989, avec Isabel Allende, Marge Piercy, Robert Stone et Gore Vidal)
- Inner Circles: How America Changed the World: a Memoir, 1992 (avec Alexander Haig).

### Filmographie
- 1982 : Meurtres en direct (Wrong Is Right), film américain réalisé par Richard Brooks, avec Sean Connery, adaptation du roman Au nom du président (The Better Angels).

### Sources
- Claude Mesplède (dir.), Dictionnaire des littératures policières, vol. 2 : J - Z, Nantes, Joseph K, coll. « Temps noir », 2007, 1086 p. (ISBN 978-2-910686-45-1, OCLC 315873361).
- Claude Mesplède, Les années "Série noire" bibliographie critique d'une collection policière, t. 4 : 1972-1982, Amiens, Encrage, coll. « Travaux » (no 25), 1995, 318 p. (ISBN 978-2-906389-63-2).
- Claude Mesplède et Jean-Jacques Schleret, SN, voyage au bout de la Noire : inventaire de 732 auteurs et de leurs œuvres publiés en séries Noire et Blème : suivi d'une filmographie complète, Paris, Futuropolis, 1982 (OCLC 11972030), p. 242-243